# Palacio de los Marqueses de Aitona
El Palacio de los Marqueses de Aitona es una obra renacentista de Seròs (Segrià) declarada Bien Cultural de Interés Nacional.

## Descripción
Casa de grandes dimensiones dispuesta en cantonera, con planta baja, primer piso y buhardilla. La compartimentación interior es bastante compleja. Tiene cierto interés la escalera principal a la que se accede por dos arcos carpaneles. El exterior conserva la imagen primitiva, a pesar de las numerosas modificaciones, con ventanas rectangulares en la planta baja y el primer piso y, en la buhardilla, una galería de arcos un poco rebajados. Presenta dos puertas, una adintelada y la otra de arco ligeramente rebajado con un escudo. La obra es de sillares de piedra escuadrada a la parte baja del muro y el resto con ladrillo.

## Historia
Empezó siendo residencia de los Montcada, más tarde fue dividida en quince pisos de alquiler. La fachada que da en la Plaza Mayor es probablemente de época posterior al cuerpo principal del edificio.